# Сахновський Яким Якимович
Сахновський Яким Якимович — син Я. І. Сахновського та Г. П. Сангурської. Народився між 1761 і 1765 рр. На службу до Війська Запорозького поступив 27 лютого 1777 р. Полковий чернігівський канцелярист (1777—1781). Значковий товариш з 8 вересня 1781 р. Останній сотник менський (1781—1782). З 28 червня 1783 р. — поручик Чернігівського карабінерного полку. Сотник (1787). Мав 49 підданих на хуторі Рогозькому (1790). Одружився в 1798 році з донькою прем'єр-майора Олексія Івановича Кодинця Анастасією.